# Ахохов Асланбі Нахович
Асланбі Нахович Ахохов (15 січня 1912, село Кундетово ІІ Терської області, тепер село Чегем Другий, Кабардино-Балкарія, Російська Федерація — 5 березня 1980, місто Нальчик, тепер Кабардино-Балкарія, Російська Федерація) — радянський державний діяч, голова Ради міністрів Кабардино-Балкарської АРСР. Депутат Верховної ради СРСР 4—7-го скликань.

## Біографія
Народився в селянській родині. З 1923 року навчався в Ленінському навчальному містечку в місті Нальчику.  У 1931 році закінчив педагогічний технікум у місті Нальчику.
У червні — жовтні 1931 року — голова заводського комітету Аргуданського клепкового заводу Кабардино-Балкарської автономної області.
У жовтні 1931 — листопаді 1932 року — голова Кабардино-Балкарського обласного комітету профспілки фінансово-банківських працівників.
У листопаді 1932 — жовтні 1933 року — відповідальний інструктор виконавчого комітету обласної ради Кабардино-Балкарської автономної області.
У жовтні 1933 — жовтні 1934 року — секретар Нагірного районного комітету ВЛКСМ Кабардино-Балкарської автономної області.
У жовтні 1934 — лютому 1936 року — відповідальний інструктор Кабардино-Балкарського обласного комітету ВЛКСМ.
У лютому 1936 — серпні 1937 року — секретар Баксанського районного комітету ВЛКСМ Кабардино-Балкарської автономної області.
У серпні 1937 — лютому 1940 року — голова Нагірної міжрайонної спілки споживчих товариств Кабардино-Балкарської АРСР.
У лютому 1940 — травні 1941 року — голова Зольської районної планової комісії Кабардино-Балкарської АРСР.
Член ВКП(б) з 1941 року.
З травня по липень 1941 року — слухач Кабардино-Балкарських обласних партійних курсів у Нальчику.
У липні — грудні 1941 року — завідувач відділу пропаганди та агітації Прималкинського районного комітету ВКП(б) Кабардино-Балкарської АРСР.
З грудня 1941 по серпень 1946 року — у Червоній армії, учасник німецько-радянської війни. З 1941 по 1942 рік служив у 115-й кавалерійській дивізії Південного, Закавказького та Північно-Кавказького фронтів. У липні 1942 року був поранений, до листопада 1942 року лікувався в госпіталі в місті Ленкорані Азербайджанської РСР. З листопада 1942 по квітень 1943 року служив старшим інструктором політвідділу 10-го гвардійського стрілецького корпусу Північно-Кавказького фронту. У квітні 1943 — березні 1945 року — заступник командира із політичної частини 858-го окремого інженерного батальйону, заступник командира із політичної частини 900-го окремого саперного батальйону 10-го гвардійського стрілецького корпусу 4-го, потім 3-го та 2-го Українського фронтів. У квітні 1945 — серпні 1946 року — заступник командира із політичної частини 309-го стрілецького полку 109-ї стрілецької дивізії 18-го стрілецького корпусу 2-го Українського, потім Забайкальського фронту та Східно-Сибірського військового округу, учасник радянсько-японської війни.
У вересні 1946 — серпні 1948 року — голова виконавчого комітету Совєтської районної ради депутатів трудящих Кабардинської АРСР.
У серпні 1948 — серпні 1949 року — 1-й секретар Ельбруського районного комітету ВКП(б) Кабардинської АРСР.
У вересні 1949 — квітні 1952 року — слухач Вищої партійної школи при ЦК ВКП(б).
У квітні 1952 — січні 1957 року — 2-й секретар Кабардинського обласного комітету КПРС.
У січні 1957 — липні 1969 року — голова ради міністрів Кабардино-Балкарської АРСР.
З липня 1969 року — персональний пенсіонер союзного значення в Нальчику. З червня 1973 по березень 1980 року був головою правління Кабардино-Балкарського республіканського товариства мисливців та рибалок.
Помер 5 березня 1980 року в Нальчику.

## Звання
- старший політрук
- капітан
- майор

## Нагороди
- орден Леніна (4.07.1957)
- два ордени Трудового Червоного Прапора (1962, 1966)
- орден Вітчизняної війни І ст. (12.09.1945)
- орден Вітчизняної війни ІІ ст. (25.01.1945)
- орден Червоної Зірки (14.08.1943)
- медаль «За оборону Кавказу»
- медаль «За взяття Будапешта»
- медаль «За взяття Відня»
- медаль «За визволення Белграда»
- медаль «За перемогу над Німеччиною у Великій Вітчизняній війні 1941—1945 рр.»
- медаль «За перемогу над Японією»
- медалі